# 稀土路街道
稀土路街道，是中华人民共和国内蒙古自治区包头市青山区下辖的一个乡镇级行政单位，实际由稀土高新区管理。

## 行政区划
稀土路街道下辖以下地区：
友谊社区、富林路社区、沼潭路社区、沼潭东路第二社区、幸福南路社区、青工路社区、武银福村、曹家营村、高油房村、南壕村、上沃土壕村、规划一区社区、规划二区社区、规划三区社区、规划四区社区、规划五区社区、规划六区社区、创业中心社区、稀土产业园区社区和风光新能源机电产业园区社区。